# Rob Derikx
Rob Gerard Marie Derikx ('s-Hertogenbosch, 25 de agosto de 1982) é um jogador de hóquei sobre a grama neerlandês que já atuou pela seleção de seu país. Seu irmão mais velho, Geert-Jan Derikx, também é jogador de hóquei.

## Carreira

### Olimpíadas de 2004
Rob Derikx competiu nas Olimpíadas de Atenas de 2004, na qual conquistou uma medalha de prata. Sua seleção qualificou-se para as semifinais após terminar a fase inicial do torneio olímpico em primeiro lugar do grupo B. Na semifinal os neerlandeses venceram a Alemanha por 3 a 2. Mas na partida decisiva da competição, Rob Derikx e seus companheiros de equipe foram derrotados pelos australianos por 2 a 1, ficando assim com a prata.